# Attilio Colacevich
Attilio Colacevich  (25 de julio de 1906 - 24 de agosto de 1953) fue un astrónomo italiano .

## Biografía
Colacevich nació en Fiume. Obtuvo su doctorado en física en la Universidad de Florencia en 1929 con un trabajo sobre la variabilidad de los surcos de hidrógeno y calcio en el espectro de alguna Cefeida. En 1933 Giorgio Abetti lo contrató como asistente del Observatorio Arcetri.En 1934 obtuvo una beca de la Fundación Rockefeller en el Observatorio Lick realizando investigaciones sobre binarias espectroscópicas.En junio de 1948 fue nombrado director del observatorio astronómico Collurania en Teramo y, unos meses más tarde, director del Observatorio Astronómico de Capodimonte en Nápoles. En 1949 regresó a América, primero al Observatorio Warner y Swasey en Cleveland haciendo observaciones con Jason Nassau con el telescopio Burrell-Schmidt para estudios sobre la clasificación espectroscópica de estrellas rojas, luego se trasladó a Chicago en el Observatorio Yerkes, y finalmente permaneció un mes en Texas en el Observatorio McDonald. Aquí colaboró con Otto Struve, quien lo calificó como uno de los astrónomos europeos más activos. Junto con Gerard Kuiper y William P. Bidelman observó con el telescopio Otto-Struve, el segundo telescopio más grande después del telescopio Hooker en Monte Wilson, y obtuvo los espectrogramas del sistema de eclipse con atmósfera extendida de 34 Cygni. Durante el eclipse solar del 25 de febrero de 1952, observado en Sudán, obtuvo por primera vez el espectro diurno del cielo.
Fue miembro de la Accademia dei Lincei, de la Unión Astronómica Internacional y de la Academia de Ciencias de Nápoles, y murió en agosto de 1953 en Nápoles.

## Honores
En 1955 la Accademia dei Lincei le otorgó el Premio Nacional del Presidente de la República de Astronomía, Geodesia y Geofísica.